# Ectomocolax neuguineator
Ectomocolax neuguineator là một loài tò vò trong họ Ichneumonidae.